# سریرمکاتی
سریرمکاتی (به لاتین: Sriramkati) یک روستا در بنگلادش است که در ناحیه پیروج‌پور واقع شده‌است.